# Hamza Masoudi
Hamza Masoudi (24 januari 2000) is een Belgisch voetballer die doorgaans als middenvelder speelt. Hij speelt bij Sint-Truiden.

## Clubcarrière
Masoudi verruilde in 2018 Standard Luik voor Sint-Truiden. Op 27 juli 2019 debuteerde hij in de Pro League tegen Moeskroen. Op 11 augustus 2019 scoorde hij zijn eerste competitietreffer tegen zijn ex-club Standard.